# Frithiof Bjärne
Frithiof Ossian Bjärne, ursprungligen Pettersson, född 27 december 1896 i Stockholm, död 14 februari 1966 i Nacka, var en svensk skådespelare.
Bjärne filmdebuterade 1925 i Gustaf Edgrens Styrman Karlssons flammor, och kom att medverka i drygt 55 filmproduktioner, främst i mindre roller. Från 1955 fram till 1966 spelade han 20 olika roller i uppsättningar vid Dramaten. Vid sidan av teatern och filmen arbetade han som sedeltryckare på Tumba sedeltryckeri.

## Filmografi i urval
- 1964 – Åsa-Nisse i popform
- 1964 – Bröllopsbesvär
- 1963 – Mordvapen till salu
- 1959 – Bara en kypare
- 1958 – Jazzgossen
- 1958 – Ansiktet
- 1958 – Fröken April
- 1957 – Nattens ljus
- 1956 – Johan på Snippen
- 1956 – Flickan i frack
- 1956 – Främlingen från skyn
- 1956 – Flamman
- 1955 – Stampen
- 1954 – Herr Arnes penningar
- 1953 – I dimma dold
- 1953 – Dansa min docka
- 1953 – Ursula – flickan i finnskogarna
- 1952 – Ubåt 39
- 1952 – Kalle Karlsson från Jularbo
- 1951 – Livat på luckan
- 1951 – Fröken Julie
- 1951 – Skeppare i blåsväder
- 1950 – Den vita katten
- 1950 – Stjärnsmäll i Frukostklubben
- 1950 – Frökens första barn
- 1950 – Flicka och hyacinter
- 1949 – Lång-Lasse i Delsbo
- 1949 – Hur tokigt som helst
- 1948 – Janne Vängmans bravader
- 1948 – Lilla Märta kommer tillbaka
- 1946 – Möte i natten
- 1946 – Ballongen
- 1946 – Pengar - en tragikomisk saga
- 1945 – Vandring med månen
- 1944 – Excellensen
- 1944 – Vi behöver varann
- 1944 – En dag skall gry
- 1942 – En äventyrare
- 1942 – Fallet Ingegerd Bremssen
- 1941 – Snapphanar
- 1940 – Alle man på post
- 1940 – Familjen Björck
- 1940 – Med livet som insats
- 1938 – Kamrater i vapenrocken
- 1937 – Bergslagsfolk
- 1934 – Marodörer
- 1931 – Röda dagen
- 1925 – Styrman Karlssons flammor

## Teater

### Roller (urval)
| År   | Roll                    | Produktion                                                                              | Regi               | Teater                  |
| ---- | ----------------------- | --------------------------------------------------------------------------------------- | ------------------ | ----------------------- |
| 1926 | Thomas                  | Han som får örfilarna Leonid Andrejev                                                   | Gösta Ekman        | Oscarsteatern           |
| 1928 | Benny                   | Broadway Philip Dunning och George Abbott                                               | Mauritz Stiller    | Oscarsteatern           |
| 1929 | Fanjunkaren             | Männen vid fronten Robert Cedric Sherriff                                               | Thomas Warner      | Oscarsteatern           |
| 1929 | Henry                   | Dulcie George S. Kaufman och Marc Connelly                                              | Tollie Zellman     | Oscarsteatern           |
| 1929 | Vincent Jones           | Vid 37de gatan Elmer Rice                                                               | Svend Gade         | Oscarsteatern           |
| 1930 | O'Brien, poliskonstapel | Bruden Stuart Oliver och George M. Middleton                                            | Rune Carlsten      | Oscarsteatern           |
| 1930 | Ingel Hansson           | Gustaf Vasa August Strindberg                                                           | Gunnar Klintberg   | Oscarsteatern           |
| 1961 |                         | Fridas visor Birger Sjöberg                                                             | Per Sjöstrand      | Skansens friluftsteater |
| 1962 |                         | Den tappre soldaten Svejk (Osudy dobrého vojáka Švejka za světové války) Jaroslav Hašek | Åke Falck          | Skansens friluftsteater |
| 1964 | En utropare             | Hjälten på den gröna ön John Millington Synge                                           | Lars-Erik Liedholm | Dramaten                |